# Купчинский, Роман (младший)
Роман Купчинский (англ. Roman Kupchinsky, укр. Роман Купчиньский; 1 ноября 1944, Вена — 19 января 2010, Вашингтон) — американский украинский журналист, глава украинской редакции Радио «Свобода» в 1991—2002 годах.

## Биография
Родился в Вене. Отец, по некоторым данным, сотрудничал с гиммлеровской СД и ОУН(б); по официальной версии, был убит во время налёта авиации союзников. В 1949 году с матерью в пятилетнем возрасте переехал в Нью-Йорк. Окончил университет Лонг-Айленд по специальности «политология». Был деятелем «Пласта» и украинской общины США. Проходил службу в Армии США, окончил в мае 1967 года офицерскую школу, воевал во Вьетнаме. С февраля по декабрь 1968 года находился на театре военных действий в звании 2-го лейтенанта, был командиром 2-го взвода роты «C» 2-го батальона 5-го кавалерийского полка 1-й кавалерийской (аэромобильной) дивизии. Награждён медалью «Пурпурное сердце», дважды Бронзовой звездой и один раз Медалью ВВС США. Автор воспоминаний «Вьетнамский дневник», не издававшихся большим тиражом и предназначавшихся только для военных специалистов. По своим же словам, картины разрушения и гибели солдат во Вьетнаме преследовали его и в послевоенные годы во снах.
После окончания своей службы Купчинский работал в ЦРУ. Он сотрудничал с националистической исследовательской и издательской организацией Prolog Research and Publishing Inc., созданной при финансовой поддержке ЦРУ украинскими политическими эмигрантами (преимущественно бывшими членами ОУН-УПА, скрывшимися на Западе). и занимавшейся распространением произведений украинских советских диссидентов и националистических листовок. Автор сборников самиздатовских материалов «Проблема национальности в СССР» и «Погром на Украине», редактор журнала «Сучасність». В 1978—1988 годах Купчинский был президентом издательства «Пролог». В 1991 году Купчинский возглавил украинскую редакцию Радио «Свобода» в Мюнхене. В 1992 году благодаря Купчинскому был открыт корпункт в Киеве, а позже украинская редакция создала большую сеть журналистов на Украине и в Западной Европе и в США. Станция начала вещать в FM-диапазоне в рамках проекта с радиостанцией «Доверие» (укр. Довіра). В 2002 году Купчинский занял пост главы исследовательского отдел радиостанции по вопросам коррупции и организованной преступности в СНГ. Неоднократно выступал в Конгрессе США со своими докладами. Автор множества статей по российско-украинским отношениям, затрагивал тему «газовых войн» и поставок ресурсов. Последние годы жизни Купчинский провёл, будучи сотрудником фонда «Джеймстаун».
Супруга — Оксана Скубяк. Сын — Маркиян. Своим хобби Купчинский называл кулинарию и говорил, что если бы не стал журналистом, то открыл бы свой ресторан.
Скончался от рака 19 января 2010 года. Похоронен на Арлингтонском кладбище с воинскими почестями.

## Критика
- По словам Богданы Костюк, сотрудницы украинской редакции Радио «Свобода», новое поколение украинских журналистов, работавших под руководством Купчинского и действовавших по методике, прежде не использовавшейся на Украине, относилось к своему руководителю с трепетом. Она называла его своеобразным аналитическим центром, который обладал огромным количеством идей и мог их реализовать[2].
- В 1980-е годы, по некоторым данным, Купчинский выезжал в Афганистан как представитель ЦРУ для координации деятельности афганских моджахедов в операциях против советской армии; занимался там диверсионной подготовкой моджахедов (обучал их устанавливать противопехотные мины и мины-ловушки) и обеспечивал их финансирование. После окончания войны в Афганистане с открытых Купчинским счетов, по некоторым данным, списывались средства на приобретение вооружения для разных радикальных и террористических групп по всему миру[1].
- Купчинский считается одним из соучастников так называемого «кассетного скандала», связанного с убийством Георгия Гонгадзе — аудиозапись была сделана офицером СБУ Николаем Мельниченко, который с дозволения Купчинского сумел получить политическое убежище в Праге, где сейчас находится штаб Радио «Свобода», а именно в квартире сотрудницы украинской редакции радиостанции Ирины Халупы, служившей в Армии США. Позже Купчинский переправил Мельниченко в США на один из засекреченных объектов для обеспечения его же безопасности, а потом опубликовал интервью с Мельниченко на радиостанции. Ему также приписывали связи с известным политологом Збигневом Бжезинским, советником по национальной безопасности президента США Джимми Картера и вице-президента Альберта Гора[1].
- Купчинский критически относился к демократическому процессу на Украине, обвиняя политиков и олигархов в мошенничестве, незаконных сделках и разрушении экономики[2], вследствие чего иронически описывал все внутренние события на Украине[8]. По воспоминаниям советницы Президента Украины Анны Герман, Купчинский любил передразнивать националистический лозунг «Обретёшь Украинскую державу или погибнешь в борьбе за неё» (укр. Здобудеш Українську державу або загинеш у боротьбі за неї), ссылаясь на трудное экономическое положение Украины и её большой внешний долг и приговаривая «Обретёшь Украинскую державу или погибнешь в долгах из-за неё» (укр. Здобудеш Українську державу або загинеш в боргах за неї)[9].
- По утверждению Вахтанга Кипиани, в 1980-е годы Купчинский предложил передавать советским морякам особые видеокассеты: на первых минутах видеозаписей на них показывался порнографический фильм, а потом шла документальная пропагандистская видеозапись, приуроченная к 50-летней годовщине массового голода в СССР[10].